# دینامیک سیالات
دینامیک سیالات  یا دینامیک شاره‌ها (به انگلیسی: Fluid dynamics) نام یکی از شاخه‌های بسیار پرکاربرد و وسیع مکانیک سیالات است که حرکت سیال‌ها را مورد مطالعه قرار می‌دهد. دینامیک سیالات خود دو شاخهٔ هیدرودینامیک (بررسی حرکت مایعات) و آیرودینامیک (بررسی حرکت هوا و گازهای دیگر) را شامل می‌شود. لئونارد اویلر و دانیل برنولی از پیشگامان این دانش بودند.
دینامیک سیالات کاربردهای گسترده‌ای دارد، از جمله محاسبه نیروها و گشتاورها در هواپیما، تعیین نرخ جریان جرمی نفت از طریق خطوط لوله، پیش‌بینی الگوهای آب و هوا، درک سحابی‌ها در فضای بین ستاره ای و مدل‌سازی انفجار سلاح شکافت.
دینامیک سیالات یک ساختار سیستماتیک ارائه می‌دهد که زیربنای این رشته‌های عملی است که شامل قوانین تجربی و نیمه تجربی است که از اندازه‌گیری جریان مشتق شده و برای حل مسائل عملی استفاده می‌شود. راه حل مسئله دینامیک سیالات معمولاً شامل محاسبه خواص مختلف سیال، مانند سرعت جریان، فشار، چگالی و دما، به عنوان تابعی از فضا و زمان است.
قبل از قرن بیستم، هیدرودینامیک مترادف با دینامیک سیالات بود. این هنوز در نام برخی از موضوعات دینامیک سیالات، مانند مگنتوهیدرودینامیک و پایداری هیدرودینامیکی، که هر دوی آنها را می‌توان برای گازها نیز به کار برد، منعکس می‌شود.
از آن‌جا که دینامیک سیّالات پدیده‌های پیچیده‌ای همچون جریانهای آشفته، امواج شوک در سرعت‌های مافوق صوت و سامانه‌های بی نظم را شامل می‌شود، بخش عمده‌ای از پیشرفت‌های علمی در ریاضیّات کاربردی و در فیزیک به خاطر تلاش در حل این‌گونه مسایل حاصل شده است.

## معادلات دینامیک سیالات
بدیهیات اساسی دینامیک سیالات قوانین بقا، به‌طور خاص، بقای جرم، بقای تکانه خطی و بقای انرژی (همچنین به عنوان قانون اول ترمودینامیک شناخته می‌شود) هستند. اینها بر اساس مکانیک کلاسیک هستند و در مکانیک کوانتومی و نسبیت عام اصلاح شده‌اند. آنها با استفاده از قضیه انتقال رینولدز بیان می‌شوند.
علاوه بر موارد فوق، فرض می‌شود که سیالات از فرض پیوستگی پیروی می‌کنند. در مقیاس کوچک، همه مایعات از مولکول‌هایی تشکیل شده‌اند که با یکدیگر برخورد می‌کنند و اجسام جامد. با این حال، فرض پیوسته فرض می‌کند که سیالات به جای گسسته، پیوسته هستند. در نتیجه، فرض بر این است که خواصی مانند چگالی، فشار، دما و سرعت جریان در نقاط بی‌نهایت کوچک فضا به خوبی تعریف شده‌اند و به‌طور پیوسته از نقطه‌ای به نقطه دیگر تغییر می‌کنند. این واقعیت که سیال از مولکول‌های مجزا تشکیل شده است نادیده گرفته می‌شود.
برای سیالاتی که به اندازه کافی چگالی دارند که پیوسته باشند، حاوی گونه‌های یونیزه نیستند، و دارای سرعت‌های جریانی هستند که نسبت به سرعت نور کم است، معادلات تکانه سیالات نیوتنی معادلات ناویر-استوکس است که یک غیرمعادل است. مجموعه خطی معادلات دیفرانسیل که جریان سیالی را توصیف می‌کند که تنش آن به صورت خطی به گرادیان سرعت و فشار جریان بستگی دارد. معادلات ساده‌نشده یک راه‌حل کلی شکل بسته ندارند، بنابراین عمدتاً در دینامیک سیالات محاسباتی کاربرد دارند.
علاوه بر معادلات جرم، تکانه و بقای انرژی، یک معادله حالت ترمودینامیکی که فشار را تابعی از سایر متغیرهای ترمودینامیکی می‌دهد برای توصیف کامل مسئله مورد نیاز است. یک مثال از این معادله گاز کامل حالت است:
{\displaystyle p={\rho RuT \over M}}
که در آن p فشار است، ρ چگالی است، و T دمای مطلق است، در حالی که Ru ثابت گاز و M جرم مولی یک گاز خاص است. یک رابطه سازنده نیز ممکن است مفید باشد.

### قوانین بقا
سه قانون بقا برای حل مسائل دینامیک سیالات استفاده می‌شود و ممکن است به شکل انتگرال یا دیفرانسیل نوشته شود. قوانین حفاظت ممکن است در ناحیه ای از جریان به نام حجم کنترل اعمال شود. حجم کنترل حجم مجزایی در فضا است که فرض می‌شود سیال از طریق آن جریان دارد. فرمول‌های انتگرالی قوانین بقا برای توصیف تغییر جرم، تکانه یا انرژی در حجم کنترل استفاده می‌شوند. فرمول‌بندی‌های دیفرانسیل قوانین حفاظت، قضیه استوکس را برای به دست آوردن عبارتی به کار می‌برند که ممکن است به عنوان شکل جدایی‌ناپذیر قانون اعمال شده برای حجم بی‌نهایت کوچک (در یک نقطه) در جریان تفسیر شود.

#### پیوستگی جرم (حفظ جرم)
سرعت تغییر جرم سیال در داخل یک حجم کنترل باید برابر با نرخ خالص جریان سیال به داخل حجم باشد. از نظر فیزیکی، این عبارت مستلزم آن است که جرم در حجم کنترل نه ایجاد شود و نه از بین برود، و می‌توان آن را به شکل یکپارچه معادله پیوستگی ترجمه کرد:
{\displaystyle {\displaystyle {\frac {\partial }{\partial t}}\iiint _{V}\rho \,dV=-\,{\oint \oint }}{\displaystyle {\scriptstyle }}{\displaystyle {}\,\rho \mathbf {u} \cdot d\mathbf {S} }}
سمت چپ عبارت فوق، میزان افزایش جرم در حجم است و شامل یک انتگرال سه‌گانه نسبت به حجم کنترل است، در حالی که سمت راست شامل یک ادغام بر روی سطح حجم کنترل جرم است که به حجم کنترل منتقل شده است. سیستم. جریان جرمی به سیستم مثبت در نظر گرفته می‌شود و از آنجایی که بردار نرمال به سطح مخالف حس جریان به سیستم است، این عبارت نفی می‌شود. شکل دیفرانسیل معادله پیوستگی با قضیه واگرایی است:
{\displaystyle {\partial \rho  \over \partial t}+\nabla .(u\rho )=0}

### بقای انرژی (قانون اول ترمودینامیک)
اگرچه انرژی می‌تواند از شکلی به شکل دیگر تبدیل شود، انرژی کل در یک سیستم بسته ثابت می‌ماند.
{\displaystyle \rho {Dh \over Dt}={Dp \over Dt}+\bigtriangledown .(k\bigtriangledown T)+\Phi }
در بالا، h آنتالپی خاص، k هدایت حرارتی سیال، T دما، و Φ تابع اتلاف ویسکوز است. تابع اتلاف ویسکوز نرخ تبدیل انرژی مکانیکی جریان به گرما را کنترل می‌کند. قانون دوم ترمودینامیک مستلزم آن است که عبارت اتلاف همیشه مثبت باشد: ویسکوزیته نمی‌تواند انرژی را در حجم کنترل ایجاد کند. عبارت سمت چپ یک مشتق مادی است.

### جریان تراکم پذیر در مقابل جریان تراکم ناپذیر
تمام سیالات تا حدی قابل تراکم هستند؛ یعنی تغییرات فشار یا دما باعث تغییر چگالی می‌شود. با این حال، در بسیاری از موقعیت‌ها، تغییرات فشار و دما به اندازه ای کوچک است که تغییرات در چگالی ناچیز است. در این حالت جریان را می‌توان به عنوان یک جریان تراکم ناپذیر مدل کرد. در غیر این صورت باید از معادلات کلی تر جریان تراکم پذیر استفاده کرد.
از نظر ریاضی، تراکم ناپذیری با این بیان می‌شود که چگالی ρ یک بسته سیال با حرکت در میدان جریان تغییر نمی‌کند، یعنی:
{\displaystyle {D\rho  \over Dt}=0}
جایی که D/Dt مشتق مادی است که مجموع مشتقات محلی و همرفتی است. این محدودیت اضافی معادلات حاکم را به ویژه در مواردی که سیال چگالی یکنواخت دارد، ساده می‌کند.
برای جریان گازها، برای تعیین اینکه آیا باید از دینامیک سیال تراکم پذیر یا تراکم ناپذیر استفاده شود، عدد ماخ جریان ارزیابی می‌شود. به عنوان یک راهنمای تقریبی، می‌توان جلوه‌های فشرده‌سازی را در اعداد ماخ زیر تقریباً ۰٫۳ نادیده گرفت. برای مایعات، اینکه آیا فرض تراکم ناپذیر معتبر است یا خیر، بستگی به خواص سیال (به ویژه فشار و دمای بحرانی سیال) و شرایط جریان دارد (فشار جریان واقعی چقدر به فشار بحرانی نزدیک می‌شود). مشکلات آکوستیک همیشه نیاز به تراکم پذیری دارند، زیرا امواج صوتی امواج فشرده‌ای هستند که شامل تغییرات فشار و چگالی محیطی هستند که از طریق آن منتشر می‌شوند.

### سیالات نیوتنی در مقابل سیالات غیر نیوتنی
همه سیال‌ها، به جز ابر سیال‌ها، چسبناک هستند، به این معنی که مقداری مقاومت در برابر تغییر شکل از خود نشان می‌دهند: بسته‌های همسایه سیال که با سرعت‌های مختلف حرکت می‌کنند، نیروهای چسبناکی بر یکدیگر اعمال می‌کنند. گرادیان سرعت به عنوان نرخ کرنش نامیده می‌شود. دارای ابعاد T -1 است. اسحاق نیوتن نشان داد که برای بسیاری از سیالات آشنا مانند آب و هوا، تنش ناشی از این نیروهای چسبناک به‌طور خطی با نرخ کرنش مرتبط است. به چنین سیالاتی سیالات نیوتنی می‌گویند. ضریب تناسب را ویسکوزیته سیال می‌نامند. برای سیالات نیوتنی، این یک ویژگی سیال است که مستقل از نرخ کرنش است.
سیالات غیر نیوتنی رفتار تنش-کرنش پیچیده‌تر و غیرخطی دارند. زیرشاخه رئولوژی رفتارهای تنش-کرنش چنین سیالاتی را توصیف می‌کند که شامل امولسیون‌ها و دوغاب‌ها، برخی مواد ویسکوالاستیک مانند خون و برخی پلیمرها و مایعات چسبنده مانند لاتکس، عسل و روان‌کننده‌ها می‌باشد.

### غیر لزج در مقابل ویسکوز در مقابل جریان استوکس
دینامیک بسته‌های سیال با کمک قانون دوم نیوتن توضیح داده شده است. یک بسته سیال در حال شتاب در معرض اثرات اینرسی است.
عدد رینولدز یک کمیت بدون بعد است که بزرگی اثرات اینرسی را در مقایسه با بزرگی اثرات چسبناک مشخص می‌کند. یک عدد رینولدز کم (Re ≪ ۱) نشان می‌دهد که نیروهای ویسکوز در مقایسه با نیروهای اینرسی بسیار قوی هستند. در چنین مواردی، گاهی نیروهای اینرسی نادیده گرفته می‌شوند. این رژیم جریان استوکس یا جریان خزنده نامیده می‌شود.
در مقابل، اعداد رینولدز بالا (Re ≫ ۱) نشان می‌دهد که اثرات اینرسی تأثیر بیشتری بر میدان سرعت نسبت به اثرات چسبناک (اصطکاک) دارد. در جریان‌های با عدد رینولدز بالا، جریان اغلب به‌عنوان یک جریان غیر لزج مدل‌سازی می‌شود، تقریبی که در آن ویسکوزیته کاملاً نادیده گرفته می‌شود. حذف ویسکوزیته اجازه می‌دهد تا معادلات ناویر-استوکس به معادلات اویلر ساده شود. ادغام معادلات اویلر در امتداد یک خط جریان در یک جریان غیر لزج معادله برنولی را به دست می‌دهد. هنگامی که جریان علاوه بر غیر لزج بودن، در همه جا غیر چرخشی باشد، معادله برنولی می‌تواند جریان را در همه جا به‌طور کامل توصیف کند. چنین جریان‌هایی را جریان‌های پتانسیل می‌نامند، زیرا میدان سرعت ممکن است به عنوان گرادیان بیان انرژی پتانسیل بیان شود.
زمانی که عدد رینولدز بالا باشد، این ایده می‌تواند به خوبی کار کند. با این حال، مشکلاتی مانند مسائل مربوط به مرزهای جامد ممکن است نیاز به گنجاندن ویسکوزیته داشته باشد. ویسکوزیته را نمی‌توان در نزدیکی مرزهای جامد نادیده گرفت زیرا شرایط بدون لغزش یک ناحیه نازک با نرخ کرنش بزرگ ایجاد می‌کند، لایه مرزی، که در آن اثرات ویسکوزیته غالب است و بنابراین گردابی ایجاد می‌کند؛ بنابراین، برای محاسبه نیروهای خالص روی اجسام (مانند بالها)، باید از معادلات جریان چسبناک استفاده کرد: نظریه جریان غیر لزج در پیش‌بینی نیروهای پسا ناتوان است، محدودیتی که به پارادوکس d'Alembert معروف است.
یک مدل رایج، به ویژه در دینامیک سیالات محاسباتی، استفاده از دو مدل جریان است: معادلات اویلر دور از بدنه، و معادلات لایه مرزی در ناحیه ای نزدیک به بدنه. سپس این دو راه حل را می‌توان با استفاده از روش بسط مجانبی همسان با یکدیگر مطابقت داد.

### جریان ثابت در مقابل جریان ناپایدار
جریانی که تابع زمان نباشد جریان ثابت نامیده می‌شود. جریان حالت پایدار به شرایطی اطلاق می‌شود که خواص سیال در نقطه ای از سیستم در طول زمان تغییر نمی‌کند. جریان وابسته به زمان به عنوان ناپایدار شناخته می‌شود (که گذرا نیز نامیده می‌شود). اینکه یک جریان خاص ثابت یا ناپایدار باشد، می‌تواند به چارچوب مرجع انتخاب شده بستگی داشته باشد. برای مثال، جریان آرام روی یک کره در چارچوب مرجع که نسبت به کره ساکن است، ثابت است. در یک چارچوب مرجع که نسبت به جریان پس‌زمینه ساکن است، جریان ناپایدار است.
جریان‌های آشفته بنا به تعریف ناپایدار هستند. با این حال، یک جریان متلاطم می‌تواند از نظر آماری ساکن باشد. میدان سرعت تصادفی U (x , t) از نظر آماری ثابت است اگر همه آمارها تحت تغییر زمان ثابت باشند. این تقریباً به این معنی است که تمام خصوصیات آماری در زمان ثابت هستند. اغلب، میدان میانگین موضوع مورد توجه است، و این نیز در یک جریان ثابت آماری ثابت است.
جریان‌های ثابت اغلب قابل حمل تر از جریان‌های ناپایدار مشابه هستند. معادلات حاکم بر یک مسئله ثابت یک بعد کمتر (زمان) نسبت به معادلات حاکم بر همان مسئله بدون استفاده از پایداری میدان جریان دارند.

### جریان آرام در مقابل جریان آشفته
آشفتگی جریانی است که با چرخش مجدد، گرداب و تصادفی ظاهری مشخص می‌شود. جریانی که در آن تلاطم نشان داده نمی‌شود، آرام نامیده می‌شود. وجود گرداب‌ها یا چرخش مجدد به تنهایی لزوماً نشان دهنده جریان آشفته نیست - این پدیده‌ها ممکن است در جریان آرام نیز وجود داشته باشند. از نظر ریاضی، جریان آشفته اغلب از طریق تجزیه رینولدز نشان داده می‌شود، که در آن جریان به مجموع یک جزء متوسط و یک جزء اغتشاش تجزیه می‌شود.
اعتقاد بر این است که جریان‌های آشفته را می‌توان با استفاده از معادلات ناویر-استوکس به خوبی توصیف کرد. شبیه‌سازی عددی مستقیم (DNS)، بر اساس معادلات ناویر-استوکس، شبیه‌سازی جریان‌های آشفته در اعداد رینولدز متوسط را ممکن می‌سازد. محدودیت‌ها به قدرت کامپیوتر مورد استفاده و کارایی الگوریتم حل بستگی دارد. نتایج DNS به خوبی با داده‌های تجربی برای برخی جریان‌ها مطابقت دارد.
اکثر جریان‌های مورد علاقه دارای اعداد رینولدز هستند که DNS نمی‌تواند گزینه مناسبی باشد، با توجه به وضعیت قدرت محاسباتی در چند دهه آینده. هر وسیله نقلیه پروازی به اندازه کافی بزرگ برای حمل یک انسان (L > 3 متر)، که با سرعتی بیشتر از ۲۰ متر بر ثانیه (۷۲ کیلومتر در ساعت؛ ۴۵ مایل در ساعت) حرکت می‌کند، بسیار فراتر از حد شبیه‌سازی DNS است (Re = ۴ میلیون). بال‌های هواپیمای ترابری (مانند ایرباس A300 یا بوئینگ ۷۴۷) دارای اعداد رینولدز ۴۰ میلیون (بر اساس ابعاد وتر بال) هستند. حل این مشکلات جریان واقعی نیازمند مدل‌های آشفتگی برای آینده قابل پیش‌بینی است. معادلات ناویر-استوکس با میانگین رینولدز (RANS) همراه با مدل‌سازی آشفتگی، مدلی از اثرات جریان آشفته ارائه می‌دهد. چنین مدل‌سازی عمدتاً انتقال تکانه اضافی توسط تنش‌های رینولدز را فراهم می‌کند، اگرچه تلاطم نیز انتقال گرما و جرم را افزایش می‌دهد. یکی دیگر از روش‌های امیدوارکننده، شبیه‌سازی گردابه‌های بزرگ (LES) است، به‌ویژه در قالب شبیه‌سازی گردابی جداشده (DES) - ترکیبی از مدل‌سازی آشفتگی LES و RANS.

### سایر تقریب‌ها
تعداد زیادی تقریب ممکن دیگر برای مسائل دینامیکی سیالات وجود دارد. برخی از مواردی که بیشتر مورد استفاده قرار می‌گیرند در زیر لیست شده‌اند.
- تقریب Boussinesq تغییرات چگالی را به جز محاسبه نیروهای شناوری نادیده می‌گیرد. اغلب در مسائل همرفت آزاد که تغییرات چگالی اندک است استفاده می‌شود.
- تئوری روانکاری و جریان هل-شاو از نسبت ابعاد بزرگ حوزه بهره‌برداری می‌کند تا نشان دهد که عبارات خاصی در معادلات کوچک هستند و بنابراین می‌توان آنها را نادیده گرفت.
- نظریه جسم باریک روشی است که در مسائل جریان استوکس برای تخمین نیرو یا میدان جریان در اطراف یک جسم بلند و باریک در یک سیال چسبناک استفاده می‌شود.
- معادلات آب کم عمق را می‌توان برای توصیف لایه ای از سیال نسبتاً غیر لزج با سطح آزاد، که در آن شیب سطحی کوچک است، استفاده کرد.
- قانون دارسی برای جریان در محیط‌های متخلخل استفاده می‌شود و با متغیرهایی که به‌طور میانگین در چندین عرض منفذ محاسبه شده‌اند کار می‌کند.
- در سیستم‌های دوار، معادلات شبه زمین‌شناسی تعادل تقریباً کاملی بین گرادیان فشار و نیروی کوریولیس را در نظر می‌گیرند. در مطالعه دینامیک اتمسفر مفید است.

## انواع چند رشته‌ای

### عدد ماخ
در حالی که بسیاری از جریان‌ها (مانند جریان آب از طریق یک لوله) با اعداد ماخ کم (جریان‌های مادون صوت) رخ می‌دهند، بسیاری از جریان‌های مورد علاقه عملی در آیرودینامیک یا در توربو ماشین‌ها در کسرهای بالای M = ۱ (جریان‌های فراصوتی) یا بیش از آن رخ می‌دهند. (جریان‌های مافوق صوت یا حتی مافوق صوت). پدیده‌های جدیدی در این رژیم‌ها رخ می‌دهد مانند ناپایداری در جریان فراصوت، امواج ضربه ای برای جریان مافوق صوت، یا رفتار شیمیایی غیرتعادلی ناشی از یونیزاسیون در جریان‌های مافوق صوت. در عمل، هر یک از آن رژیم‌های جریان به‌طور جداگانه درمان می‌شود.

### جریان‌های واکنشی در مقابل غیر واکنشی
جریان‌های واکنشی جریان‌هایی هستند که از نظر شیمیایی واکنش‌پذیر هستند که در بسیاری از زمینه‌ها از جمله احتراق (موتور IC)، دستگاه‌های رانش (موشک‌ها، موتورهای جت و غیره)، انفجارها، آتش‌سوزی و خطرات ایمنی و اخترفیزیک کاربرد دارند. علاوه بر بقای جرم، تکانه و انرژی، بقای گونه‌های منفرد (به عنوان مثال، کسر جرمی متان در احتراق متان) باید استخراج شود، که در آن نرخ تولید/تخلیه هر گونه با حل همزمان معادلات شیمیایی به دست می‌آید.

### مغناطیس هیدرودینامیک
مگنتوهیدرودینامیک مطالعه چند رشته‌ای جریان سیالات رسانای الکتریکی در میدان‌های الکترومغناطیسی است. نمونه‌هایی از این سیالات عبارتند از پلاسما، فلزات مایع و آب نمک. معادلات جریان سیال به‌طور همزمان با معادلات الکترومغناطیس ماکسول حل می‌شود.

### دینامیک سیالات نسبیتی
دینامیک سیالات نسبیتی حرکت سیال ماکروسکوپی و میکروسکوپی را با سرعت‌های بزرگ قابل مقایسه با سرعت نور مطالعه می‌کند. این شاخه از دینامیک سیالات اثرات نسبیتی را هم از نظریه نسبیت خاص و هم از نظریه نسبیت عام به حساب می‌آورد. معادلات حاکم در هندسه ریمانی برای فضازمان مینکوفسکی به دست آمده است.

### هیدرودینامیک نوسانی
این شاخه از دینامیک سیالات معادلات هیدرودینامیک استاندارد را با سیالات  تصادفی که نوسانات حرارتی را مدل می‌کنند، تقویت می‌کند. همان‌طور که توسط لاندو و لیفشیتز فرموله شده است، یک سهم نویز سفید به دست آمده از قضیه افت و خیز مکانیک آماری به تانسور تنش ویسکوز و شار حرارتی اضافه می‌شود.

## اصطلاحات
مفهوم فشار برای مطالعه استاتیک سیالات و دینامیک سیالات مرکزی است. برای هر نقطه از بدن سیال، صرف نظر از اینکه سیال در حرکت است یا نه، می‌توان فشار را تشخیص داد. فشار را می‌توان با استفاده از آنروئید، لوله بوردون، ستون جیوه یا روش‌های مختلف دیگر اندازه‌گیری کرد.
برخی از اصطلاحات لازم در مطالعه دینامیک سیالات در سایر زمینه‌های مطالعه مشابه یافت نمی‌شود. به‌طور خاص، برخی از اصطلاحات مورد استفاده در دینامیک سیالات در استاتیک سیالات استفاده نمی‌شود.

### اعداد مشخصه
اعداد بدون بعد (یا اعداد مشخصه) نقش مهمی در تجزیه و تحلیل رفتار سیالات و جریان آنها و همچنین در سایر پدیده‌های انتقال دارند. آن‌ها شامل اعداد رینولدز که به عنوان نسبت‌های بزرگی نسبی ویژگی‌های سیال و سیستم فیزیکی، مانند چگالی، ویسکوزیته، سرعت صوت و سرعت جریان را توصیف می‌کنند.
برای مقایسه یک وضعیت واقعی (مثلاً یک هواپیما) با یک مدل در مقیاس کوچک، لازم است اعداد مشخصه مهم ثابت نگه داشته شوند. نام و فرمول این اعداد در ISO 31-12 و ISO 80000-11 استاندارد شده است.

### اصطلاحات در دینامیک سیالات تراکم ناپذیر
مفاهیم فشار کل و فشار دینامیکی از معادله برنولی ناشی می‌شوند و در مطالعه تمام جریان‌های سیال مهم هستند. (این دو فشار به معنای معمول فشار نیستند - آنها را نمی‌توان با استفاده از یک آنروید، لوله بوردون یا ستون جیوه اندازه‌گیری کرد) برای جلوگیری از ابهام احتمالی هنگام اشاره به فشار در دینامیک سیالات، بسیاری از نویسندگان از اصطلاح فشار استاتیک برای تشخیص آن استفاده می‌کنند. فشار کل و فشار دینامیکی فشار استاتیک با فشار یکسان است و برای هر نقطه در میدان جریان سیال قابل شناسایی است.
نقطه ای از جریان سیال که در آن جریان به حالت استراحت رسیده است (یعنی سرعت برابر با صفر در مجاورت جسم جامد غوطه ور در جریان سیال) از اهمیت ویژه ای برخوردار است. این از چنان اهمیتی برخوردار است که نام خاصی به آن داده می‌شود - نقطه رکود. فشار استاتیک در نقطه راکد اهمیت ویژه ای دارد و نام خود را - فشار سکون - داده‌اند. در جریان‌های تراکم ناپذیر، فشار سکون در یک نقطه راکد برابر با فشار کل در سراسر میدان جریان است.

### اصطلاحات در دینامیک سیالات تراکم پذیر
در یک سیال تراکم پذیر، تعریف شرایط کل (که شرایط راکد نیز نامیده می‌شود) برای همه ویژگی‌های حالت ترمودینامیکی (مانند دمای کل، آنتالپی کل، سرعت کل صوت) راحت است. این شرایط کل جریان تابعی از سرعت سیال هستند و در چارچوب‌های مرجع با حرکت‌های مختلف مقادیر متفاوتی دارند.
برای جلوگیری از ابهام احتمالی هنگام اشاره به خواص سیال مرتبط با وضعیت سیال به جای حرکت آن، معمولاً از پیشوند «استاتیک» استفاده می‌شود (مانند دمای استاتیک و آنتالپی ایستا). در جایی که هیچ پیشوندی وجود ندارد، خاصیت سیال شرط استاتیک است (بنابراین «دانسیته» و «چگالی استاتیک» به یک معنا هستند). شرایط استاتیک مستقل از چارچوب مرجع هستند.
از آنجایی که شرایط جریان کل با سکون سیال به صورت ایزنتروپیک تعریف می‌شود، نیازی به تمایز بین آنتروپی کل و آنتروپی ایستا نیست، زیرا آنها همیشه طبق تعریف برابر هستند. به این ترتیب، آنتروپی معمولاً به سادگی «آنتروپی» نامیده می‌شود.

## رده‌بندی

### جریان پایا
جریان پایا (Steady Flow) جریانی است که سرعت ذرات یک نقطه از فضا در سیال وابستگی به زمان نداشته باشد یا بنا به تعریفی دیگر اگر یک سرعت سنج را در نقطه‌ای از سیال بگذاریم و سرعت تمام ذراتی که از آن رد می‌شود یکسان باشد، جریان پایا و در غیر این‌صورت ناپایا است. برای جریان سیال در سه بعد، معادلات زیر تعریف می‌شوند:
{\displaystyle V_{x}=f(x,y,z)\!}
{\displaystyle V_{y}=g(x,y,z)\!}
{\displaystyle V_{z}=h(x,y,z)\!}
و اگر جریان چرخشی نباشد معادلات به شکل ساده‌تر زیر تقلیل می‌یابند:
{\displaystyle V_{x}=f(x)\!}
{\displaystyle V_{y}=g(y)\!}
{\displaystyle V_{z}=h(z)\!}